# Olaf Ittenbach
Olaf Ittenbach, né le 21 mars 1969 à Fürstenfeldbruck, est un réalisateur, acteur, spécialiste d'effets spéciaux et scénariste allemand.

## Filmographie

### Comme réalisateur
- 1989 : Black Past (de)
- 1992 : The Burning Moon (de)
- 1997 : Premutos - Der gefallene Engel
- 2000 : Riverplay (de)
- 2001 : Legion of the Dead
- 2002 : Evil Rising
- 2003 : Beyond the Limits (de)
- 2003 : Garden of Love – Der Beginn eines Alptraums (de)
- 2006 : Familienradgeber (de)
- 2006 : Chain Reaction
- 2007 : Dard Divorce (de)
- 2009 : Familienradgeber 2 (de)
- 2010 : No Reason
- 2012 : Legend of Hell (de)
- 2012 : Savage Love
- 2015 : 5 Seasons (de)
- 2017 : Olaf Ittenbach's Colourman
- 2017 : Garden of Love 2

### Comme acteur
- - 2000 : Mutation 2: Generation Dead
- 2000 : Riverplay
- 2003 : Space Wolf
- 2003 : Tatort Calw – Opfer
- 2003 : Rigor Mortis
- 2010 : La Isla
- 2013 : Bob der Baggerführer
- 2014 : Das kalte Gericht
- 2015 : Die Boten des Todes

### Comme technicien des effets spéciaux
- 1999 : Apres Ski
- 2000 : Mutation 2 – Generation Dead
- 2003 : Deuteronomium – Der Tag des jüngsten Gerichts (de)
- 2003 : Space Wolf
- 2003 : Rigor Mortis – The Final Colors
- 2004 : Killerbus
- 2004 : Enemy
- 2005 : BloodRayne
- 2005 : Chain Reaction
- 2006 : Angel of Death 2
- 2007 : Barricade
- 2007 : Seed
- 2008 : The Last Squad
- 2009 : La petite mort
- 2010 : La isla
- 2010 : Terror Creek
- 2012 : Yellow
- 2013 : Help me I am Dead
- 2014 : Terror Creek

## Récompenses et distinctions
- 2003 : Weekend of Fear, Nuremberg, Germany, Beyond the Limits (2003)